# Saint-Laurent-la-Conche

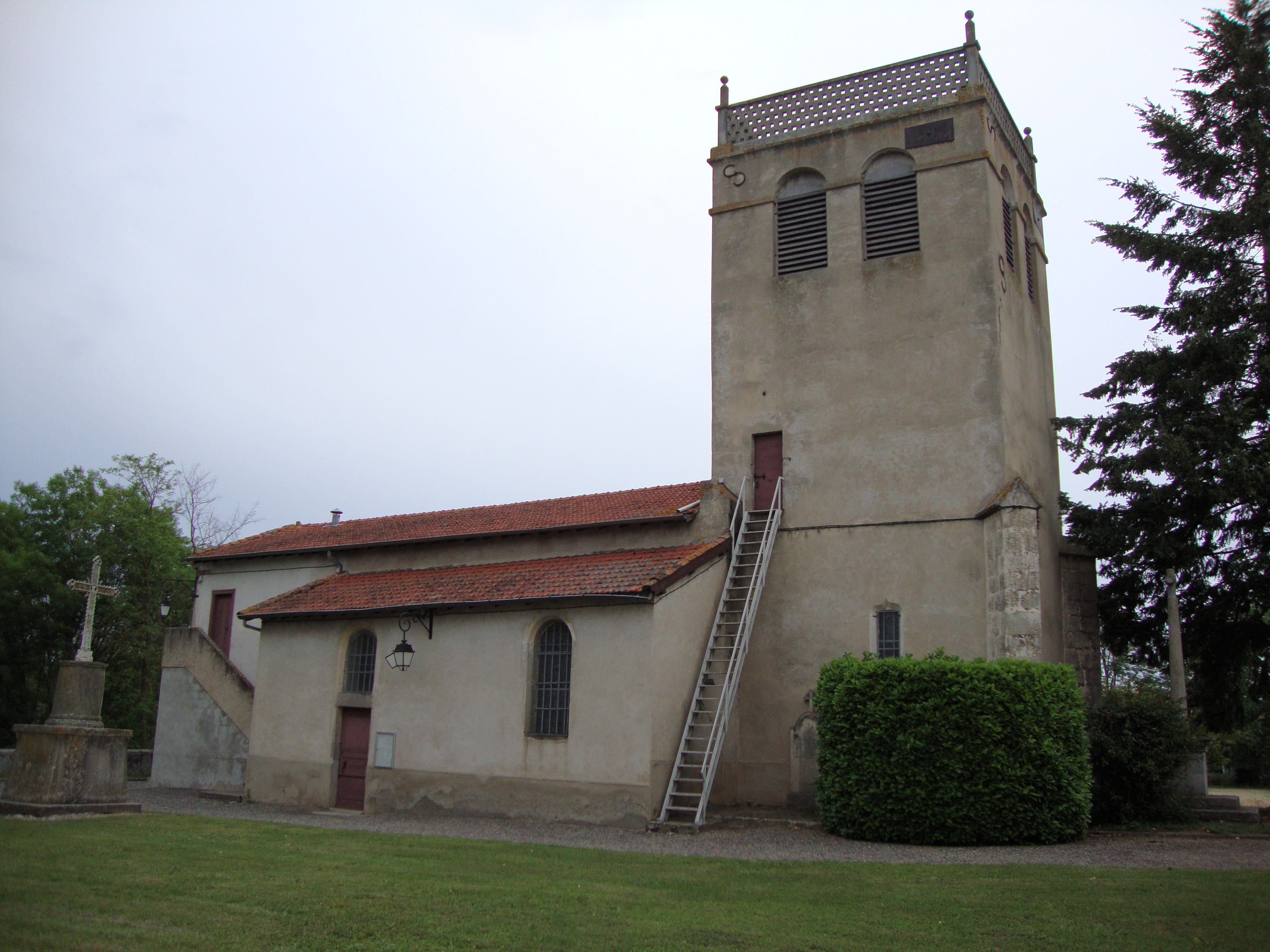
Kościół w Saint-Laurent-la-Conche, 2010

Saint-Laurent-la-Conche – miejscowość i gmina we Francji, w regionie Owernia-Rodan-Alpy, w departamencie Loara.
Według danych na rok 1990 gminę zamieszkiwało 430 osób, a gęstość zaludnienia wynosiła 28 osób/km² (wśród 2880 gmin regionu Rodan-Alpy Saint-Laurent-la-Conche plasuje się na 1207. miejscu pod względem liczby ludności, natomiast pod względem powierzchni na miejscu 749.).